# Docetismo
El docetismo (del griego koiné δοκεῖν/δόκησις, dokeĩn "parecer, aparecer", dókēsis "aparición, fantasma"), en la historia del cristianismo, designa un conjunto de tendencias cristológicas heterodoxas presentes en los primeros siglos del cristianismo sobre la verdadera naturaleza de Jesucristo, su existencia histórica y corporal, y sobre todo su forma humana, que era una simple apariencia sin ninguna naturaleza carnal. En general, se toma como la creencia de que los sufrimientos y la humanidad de Jesucristo fueron aparentes y no reales, su forma humana fue una mera ilusión.
La palabra griega Δοκηταί Dokētaí ("ilusionistas") que se refiere a los primeros grupos que negaron la humanidad de Jesús, apareció por primera vez en una carta del obispo Serapión de Antioquía (197-203), que descubrió la doctrina en el Evangelio apócrifo de Pedro, durante una visita pastoral a una comunidad cristiana que lo utilizaba en Rhosus, y más tarde lo condenó como una falsificación. Parece haber surgido sobre las disputas teológicas acerca del significado, figurado o literal, de una frase del Evangelio de Juan: 'la Palabra se hizo Carne'.
El docetismo fue rechazado inequívocamente en el Primer Concilio de Nicea en 325 y está considerado herético por la Iglesia católica, por la Iglesia luterana, la Iglesia ortodoxa, la Iglesia Ortodoxa Copta de Alejandría y la Ortodoxa Tawahedo y muchas de las denominaciones protestantes que aceptan y mantienen las sentencias de estos primeros concilios de la iglesia.
El filósofo y orientalista Henry Corbin también amplió el significado del término 'docetismo', para indicar una teoría del conocimiento visionario que sería común a las diferentes corrientes espirituales y gnósticas en las tres religiones abrahámicas (judaísmo, cristianismo, islamismo).

## Definiciones
El docetismo se define en forma amplia como cualquier enseñanza que afirme que el cuerpo de Jesús estaba ausente o era ilusorio. El término 'docético' es bastante nebuloso. Dos variedades son conocidas. En una versión, como en el marcionismo, Cristo era tan divino que no podía haber sido humano, puesto que Dios carece de un cuerpo material, y por tanto, no podía haber sufrido físicamente. Jesús sólo "parecía" ser un hombre de carne y hueso; su cuerpo era un fantasma. Otros grupos acusados de docetismo mantenían que Jesús era un hombre en la carne, pero Cristo era una entidad separada que entró en el cuerpo de Jesús en forma de paloma en su bautismo, y le permitió realizar milagros y lo abandonó tras su muerte en la cruz.

## Cristología e implicaciones teológicas
El origen del docetismo dentro del cristianismo es oscuro. Ernst Käsemann definió de manera controvertida la cristología del Evangelio de San Juan como 'docetismo ingenuo' en 1968. El debate que siguió llegó a un punto muerto a medida que crecía la conciencia de que el mismo término 'docetismo', como 'gnosticismo', era difícil de definir dentro del marco religioso-histórico del debate. En ocasiones se ha argumentado que sus orígenes se encontraban en el judaísmo heterodoxo o en las filosofías orientales y griegas. La supuesta conexión con el cristianismo judío habría reflejado las preocupaciones de los cristianos judíos con la inviolabilidad del monoteísmo (judío). Las opiniones docéticas parecen haber circulado desde tiempos muy tempranos, donde en las Epístolas de Juan 1 Juan 4:2 aparecen explícitamente para rechazarlas. Algunos grupos cristianos del siglo I desarrollaron interpretaciones docéticas en parte como una forma de hacer que las enseñanzas cristianas fueran más aceptables para las formas paganas de pensar acerca de la divinidad.
En su crítica de la teología de Clemente de Alejandría, Focio en su Myriobiblon sostenía que los puntos de vista de Clemente reflejaban una visión cuasi-docética de la naturaleza de Cristo, escribiendo que Clemente alucinaba con que la "Palabra" no estaba encarnada sino que solo lo parecía (ὀνειροπολεῖ καὶ μὴ σαρκωθῆναι τὸν λόγον ἀλλὰ δόξαι). En la época de Clemente, algunas disputas sostenían que Cristo asumió la carne 'psíquica' de la humanidad como herederos de Adán, o la carne 'espiritual' de la resurrección. El docetismo desapareció en gran medida durante el primer milenio de nuestra era.
Los oponentes a los que Ignacio de Antioquía atacó, a menudo son considerados docetistas monofisitas. En su carta a los Esmirnos, 7: 1, escrita alrededor del año 110, escribe:

Se abstienen de la Eucaristía y de la oración, porque confiesan que la Eucaristía no es la carne de nuestro Salvador Jesucristo, que sufrió por nuestros pecados, y que el Padre, de Su bondad, levantó de nuevo. Los que niegan el don de Dios están pereciendo en sus disputas.

Si bien estas características se ajustan a un marco monofisita, una ligera mayoría de estudiosos considera que Ignacio estaba librando una polémica en dos frentes distintos, uno judío y el otro docético. Una minoría sostiene que estaba preocupado por un grupo que mezclaba judaísmo y docetismo. Otros, sin embargo, dudan de que haya un docetismo real amenazando a las iglesias, argumentando que simplemente estaba criticando a los cristianos que vivían a la forma judía o que sus comentarios críticos estaban dirigidos a una cristología posesionista ebionita o cerintia, según la cual, Cristo era un espíritu celestial que poseía temporalmente a Jesús.

## Islam y docetismo
Algunos comentaristas han intentado establecer una conexión entre el islam y el docetismo utilizando los siguientes versos coránicos:

Y por haber dicho: «Hemos dado muerte al Mesías, Jesús, hijo de María, el mensajero de Alá», siendo así que no lo mataron ni lo crucificaron, sino que les pareció así. Los que discrepan acerca de él, dudan. No tienen conocimiento de él, no siguen más que conjeturas. Pero, ciertamente no lo mataron, sino que Alá lo elevó a Sí. Alá es poderoso, sabio.Corán 4.157-158

Algunos estudiosos aceptan que el islam fue influenciado por el maniqueísmo (docetismo) en este punto de vista. Sin embargo, el consenso general es que el maniqueísmo no era prevalente en La Meca en los siglos VI y VII, cuando se desarrolló el islamismo.

## Docetismo y teoría del mito de Jesús
Desde que Arthur Drews publicó su obra El mito de Cristo (Die Christusmythe) en 1909, se han establecido conexiones ocasionales entre las teorías docetistas y la idea moderna de que Cristo era un mito. Shailer Mathews llamó a la teoría de Drews un 'docetismo moderno'. Frederick Cornwallis Conybeare pensaba que cualquier conexión se basaría en un malentendido del docetismo. La idea se repitió en la revisión de la evidencia de Jesús del clasicista Michael Grant en 1977, que comparó el escepticismo moderno sobre el Jesús histórico con la antigua idea docética de que Jesús solo parecía venir al mundo 'en la carne'. Las teorías modernas eliminaron la 'apariencia'.

## Textos que se cree incluyen el docetismo

### Textos cristianos no canónicos
- Hechos de Juan
- Epístola Fundamental o Carta de Fundación. En Contra la Epístola Fundamental, Agustín de Hipona hace referencia a maniqueos que creían que Jesús era docético.
- Apocalipsis Gnóstico de Pedro
- Evangelio de Basilides
- Evangelio de Judas
- Evangelio de Pedro
- Evangelio de Felipe
- Segundo Tratado del gran Set